# CITY CLUB OF TOKYO
CITY CLUB OF TOKYO（シティクラブオブとうきょう）は、東京都中央区銀座にある日本の会員制社交クラブ。2024年に銀座3丁目の「ZOEビル」に移転した。

## 概要
会員制社交倶楽部「CITY CLUB OF TOKYO」は、銀座5丁目の「銀座コア」で営業を行っていたが、2024年3月31日をもって同ビル建て替えのため一旦クローズ。2024年7月より銀座3丁目の「ZOE銀座」にリニューアルオープンした。現在は7,8,9階の3フロアで営業を行っているが、7階は会員限定のフロアとなっている。
この移転を機に会員限定だったフレンチレストランを一般にも開放。宮﨑総料理長の正統派フレンチを楽しむことができるようになった。
9階バンケットルーム「The Pavilion」は、貸切の披露宴も可能な施設となっており、ブライダル専用の宮崎シェフオリジナルメニューも提供されている。

## レストラン＆バー

### 7階（会員専用フロア）
- 鉄板焼「TEPPAN EGUCHI」
- 石窯焼「ISHIGAMA EGUCHI」
- 寿司「銀座雫」
- 日本料理「えにし」
- 天婦羅「銀座天孝」
- ラウンジ「GRAND LOUNGE」

### 8階
- 中国料理「銀座Rouge」
- 潮州鍋「灯」
- バー「THE BAR」

### 9階
- フレンチレストラン「Miyazaki」
- バンケットルーム「The Pavilion」

## アクセス
位置情報
- 北緯35度40分24.4秒東経139度45分56.9秒

鉄道利用
- 東京メトロ
  - 「銀座一丁目駅」5番出口より徒歩約2分
  - 「銀座駅」C8番出口より徒歩約2分・B4番出口より徒歩約4分
- 東日本旅客鉄道「有楽町駅」中央口より徒歩約3分